# Молдово
Молдово (укр. Молдове) — село, относится к Саратскому району Одесской области Украины.
Население по переписи 2001 года составляло 562 человека. Почтовый индекс — 68271. Телефонный код — 4848. Занимает площадь 0,72 км². Код КОАТУУ — 5124583205.
Село Молдово — родина Героя Советского Союза Яковца Василия Федотовича.

## Местный совет
68220, Одесская обл., Саратский р-н, с. Надежда, ул. Ленина, 31